# (74296) 1998 SV147
(74296) 1998 SV147 – planetoida z pasa głównego asteroid okrążająca Słońce w ciągu 4,39 lat w średniej odległości 2,68 j.a. Odkryta 20 września 1998 roku.